# Juin 1979

## Événements
- 2 juin : premier voyage du pape Jean-Paul II en Pologne.

- 3 juin : marée noire de la plate-forme Ixtoc 1 dans le Golfe du Mexique.

- 6 juin : attentats islamistes en Syrie. Un commando attaque l’école d’artillerie d’Alep et assassine 83 cadets, tous de confession alaouite. Le mouvement islamiste s’implante surtout dans les grandes villes du Nord (Alep, Hama, Homs, Lattaquié) et délaisse Damas solidement tenue par les forces armées et policières du régime.

- 7 - 10 juin (CEE) : premières élections au parlement européen au suffrage universel dans les neuf pays membres de la CEE. Les chrétiens-démocrates et les sociaux démocrates dominent, mais doivent passer des compromis. Simone Veil est élue président de l’Assemblée.
  - Élection de 81 députés britanniques  au Parlement européen de Strasbourg : 60 conservateurs, 17 travaillistes, un nationaliste écossais et trois irlandais.

- 9 juin : départ de la quarante-septième édition des 24 Heures du Mans. Ordination Sacerdotale, à Palaiseau (91), de Christian-Philippe Chanut (p.s.s.), qui devient en 1979 Grand Aumônier de France.

- 10 juin : victoire de Klaus Ludwig, Don Whittington et Bill Whittington aux 24 Heures du Mans, sur une voiture Porsche.

- 15 - 18 juin : accords SALT 2 signés à Vienne par Brejnev et Carter, ils ne seront jamais ratifiés du fait de l'invasion de l'Afghanistan.

- 19 juin : élections présidentielle et législatives au Mali. Moussa Traoré est réélu président de la République.

- 28 juin : un gouvernement de 15 membres est constitué au Mali, qui ne compte, outre le général Moussa Traoré (ministre de la défense), que deux militaires.

- 28 - 29 juin : sommet du G7 à Tokyo qui refuse toute régulation à l’échelle internationale concertée face au second choc pétrolier et à l’inflation mondiale. Tôkyô et Bonn rejoignent Paris pour imputer la responsabilité du second choc pétrolier au laxisme monétaire et au gaspillage énergétique des États-Unis.

- 29 juin : en Bolivie, les élections ne dégagent pas de net vainqueur. Siles (35,9 %) arrive en tête devant Paz (35,8 %) et Banzer (14 %), mais sans disposer de majorité absolue. Le Parlement se révèle incapable de trancher entre Siles et Paz et le président du Sénat Wálter Guevara Arze assure l’intérim pour un an (8 août). Les manœuvres politiques et les complots se multiplient pour préparer l’échéance électorale suivante. À l’Assemblée, l’armée est accusée de corruption.

## Naissances
- 1er juin : Markus Persson, développeur de jeux vidéo.
- 3 juin : Pierre Poilievre, homme politique canadien.
- 5 juin : Pete Wentz, compositeur, chanteur et bassiste du groupe Fall Out Boy.
- 9 juin : Mantcha Traoré, basketteur français.
- 10 juin : Iván Vicente, matador espagnol.
- 12 juin : 
  - Amandine Bourgeois, chanteuse française.
  - Damien Traille, rugbyman français.
- 13 juin :
  - Gustave Bahoken, joueur de football camerounais
  - Tristane Banon, journaliste et auteur française
  - Mauro Esposito, footballeur italien
  - Andrew av Fløtum, footballeur international féroïen
  - François Fortier, joueur de hockey sur glace canadien
  - Rebecca Gilmore, plongeuse australienne
  - Yumari González, coureuse cycliste cubaine
  - Samantha James, chanteuse américaine
  - Damir Krupalija, joueur de basket-ball bosnien
  - Miguel Pate, athlète américain, spécialiste du saut en longueur
- 16 juin : Juliette Mbambu Mughole, femme politique congolaise.
- 17 juin : Frank Mugisha, militant ougandais pour les droits LGBT.
- 20 juin : Ben, humoriste français
- 22 juin  :  Thomas Voeckler, coureur cycliste français
- 25 juin : Aydilge Sarp, autrice-compositrice-interprète et écrivaine turque.
- 26 juin : Zoé Kabila, homme politique congolais.
- 30 juin : Sylvain Chavanel, coureur cycliste français.

## Décès
- 1er juin : Jack Mulhall, acteur américain.
- 3 juin : Arno Schmidt, écrivain allemand.

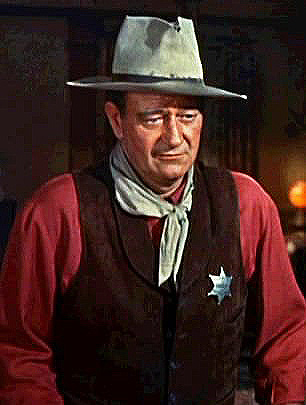
John Wayne

- 11 juin : John Wayne, acteur américain.
- 22 juin : Louis Chiron, coureur automobile.
- 29 juin : Roparz Hemon, linguiste, romancier, et poète breton.